# Gazeta Noworudzka
Gazeta Noworudzka – tygodnik ukazujący się od numeru lipiec/sierpień 1990 roku na terenie miasta i gminy Nowa Ruda oraz Radkowa, jest jednym z najstarszych czasopism regionu. 
Pierwotnie wydawane przez Komitet Obywatelski w Nowej Rudzie, obecnie przez Stowarzyszenie Komitet Obywatelski Ziemi Kłodzkiej i Wydawnictwo Ziemia Kłodzka, najpierw jako miesięcznik (do września 1992 r.), potem dwutygodnik (do stycznia 2001 r.). Redaktorami naczelnymi byli w przeszłości: Danuta Nowak-Saj, Karol Maliszewski, Andrzej Behan, Irena Caryk, Ryszard Rybka, Wojciech Grzybowski, Irena Żabska; obecnie jest nim Paweł Golak.
Przynosi aktualne wiadomości społeczno-polityczne, kulturalne i gospodarcze z życia regionu. Zawiera stałe rubryki m.in. słowo na niedzielę, wolne miejsca pracy, dodatek sportowy "Sprintem przez stadiony", miejscowe informacje i ogłoszenia.

Jest też wzorcem dla wydawanego przez firmę Intergol tygodnika – Gazety Kłodzkiej charakteryzującego się podobną szatą graficzną (layout) i zestawem informacji.
Gazeta Noworudzka dostępna jest również w wersji internetowej. Zrzeszona jest w Stowarzyszeniu Gazet Lokalnych.